# Mar de Castilla

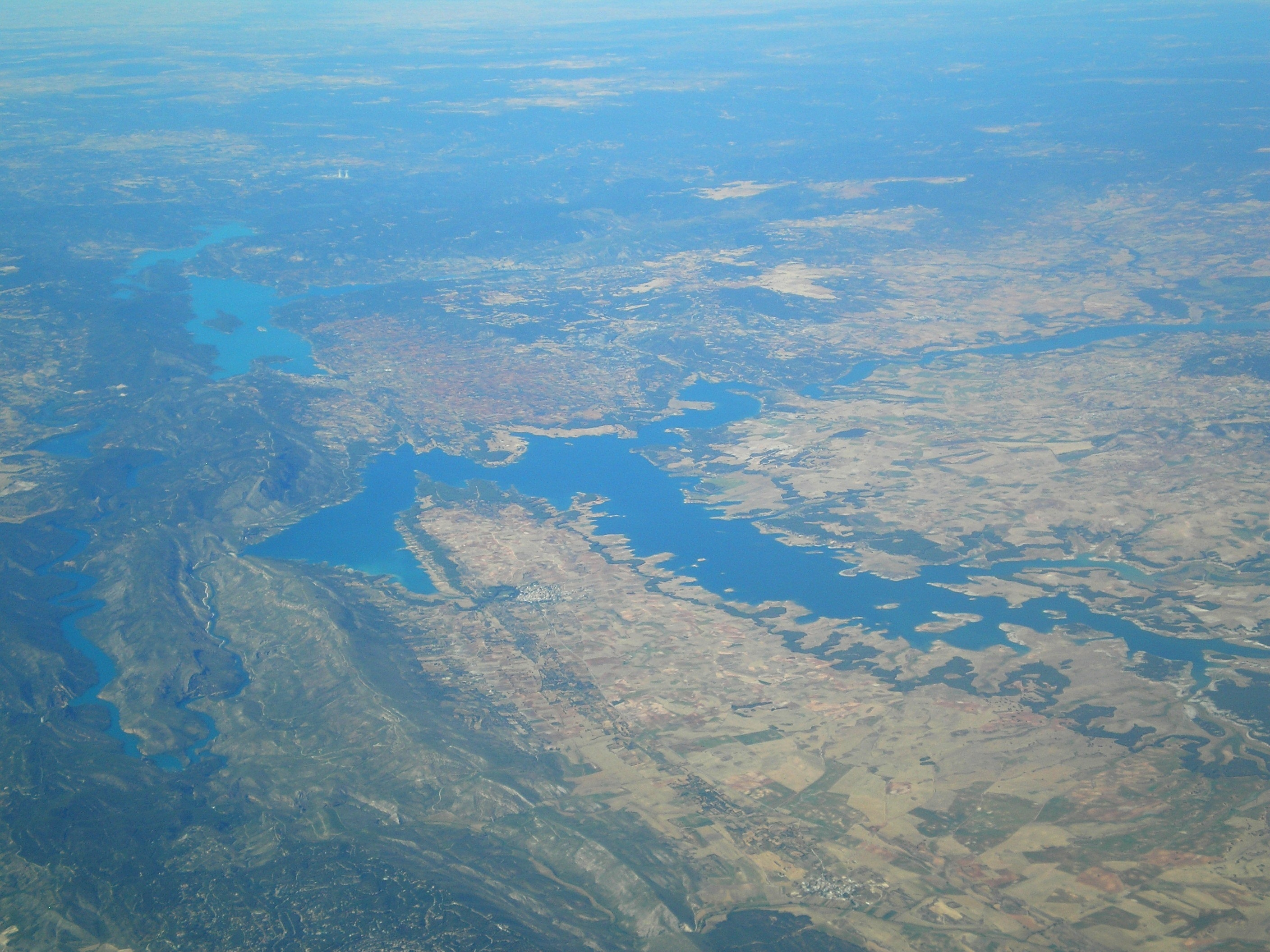
Vista aerea del Mar de Castilla nel 2010

Il Mar de Castilla (in spagnolo: "mare di Castiglia") è una regione della comunità autonoma di Castiglia-La Mancia formatasi verso la metà del XX secolo, a seguito della creazione di diversi laghi artificiali.

## Descrizione
Il Mar de Castilla comprende diverse riserve idriche, fra cui quelle di Almoguera, Bolarque, Buendía, Entrepeñas, Estremera e Zorita.
La sua creazione è dovuta al fatto che la provincia di Castiglia-La Mancia è una regione arida; per tale motivo venne realizzato il Trasvase Tajo-Segura, un travaso di acque che collega il fiume Tago, che scorre in Castiglia, al fiume Segura, oltre che ad altri fiumi minori. Intorno al Mar de Castilla si è sviluppata una fiorente economia basata sul settore turistico; tuttavia, a partire dagli anni Ottanta circa, il governo spagnolo ha deviato gran parte delle acque interessate dal travaso verso città in forte espansione urbanistica, facendo calare enormemente la portata dei laghi artificiali: questo, in combinazione con la grave siccità degli anni 2010, ha danneggiato notevolmente la regione.